# أبجدية كادارية
الأبجدية الكادارية هي أبجدية ابتكرت لكتابة اللغة الصومالية في عام 1952 بواسطة الشيخ حسين شيخ أحمد كاداريه [الإنجليزية]. تستعمل الأبجدية الحروف الكبيرة والصغيرة وتُكتب من اليسار إلى اليمين. الكثير من الحروف يُمكن كتابتها بالكامل دون رفع القلم. لا يوجد حروف مخصصة للمصوتات الطويلة، حيث تكتب عن طريق تكرار حرف المد مرتين.